# 이비 카마르구

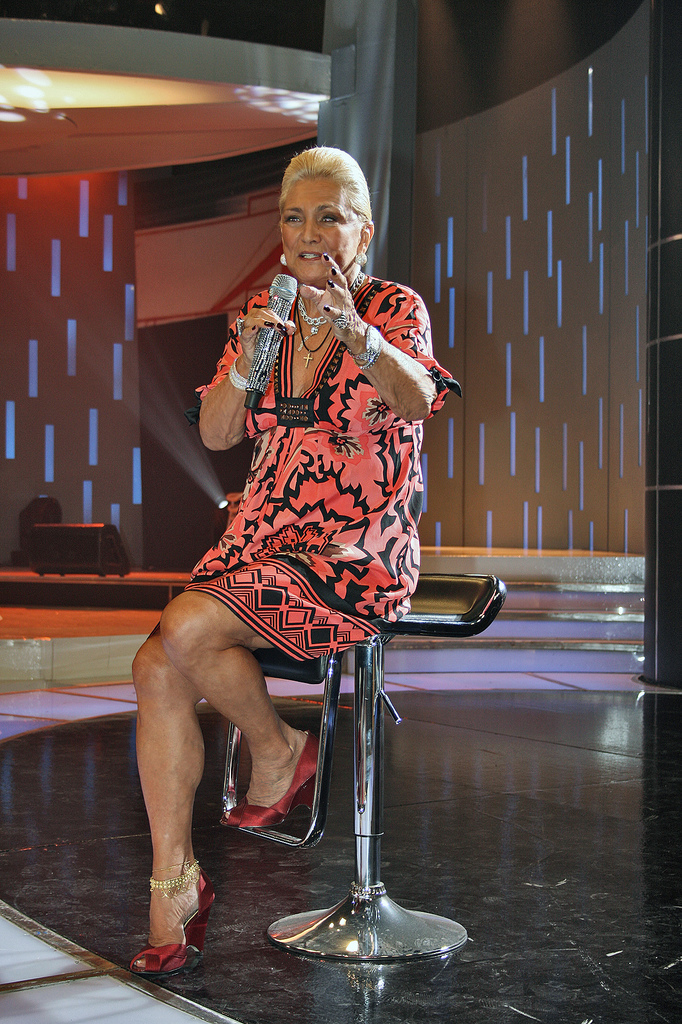
에비 카마르구

에비 마리아 몬테이루 지 카마르구(Hebe Maria Monteiro de Camargo, 1929년 3월 8일 ~ 2012년 9월 29일)는 브라질의 텔레비전 발표자, 배우와 가수이다.

## 같이 보기
- SBT (방송국)